# 安東尼·格雷
安東尼·格雷，OBE（；1938年7月5日—）是一位英國作家及記者，他為《路透社》任職期間被派到中國北京，採訪中國文化大革命的新聞，在1967年7月被中國政府指控從事間諜活動，被囚禁於北京的居所內，由於香港法院剛於兩日前的7月19日判處在六七暴動中被捕的中國《新华社》记者薛平監禁2年，所以中國政府拘禁英國籍記者格雷的行動被指是出於向英國政府報復及施壓的「人質外交」，格雷在1969年10月獲釋時，成為香港報章的頭條新聞。返回英國後，他撰寫了一系列的歷史小說及非小說書籍，包括他被扣留期間的經歷。

## 簡歷

### 被中國扣留（1967–1969）
1967年文化大革命期間，任職於《路透社》的安東尼·格雷被派駐到中國北京市。
英屬香港在1967年發生六七暴動，左派人士意圖顛覆港英政府。在六七暴動期間，新華社記者薛平於7月11日在香港島灣仔焚毀香港電車的騷亂中被捕，7月12日被控非法集會及被解到中央裁判司署提堂，法官將案件移交到銅鑼灣裁判司署（已拆，位於今日香港地鐵港島線天后站上蓋）審理，被告人薛平於7月19日在銅鑼灣裁判司署被判罪名成立及入獄2年，另外參與暴動的七人亦被判監，其後由毛泽东領導的中國政府採取報復行動，於7月21日以「間諜罪」的罪名將具有英國籍的《路透社》駐北京記者安東尼·格雷拘禁於他在北京居所的地下室。
在1967年8月22日紅衛兵火烧英国代办处事件後，當時仍然被中國政府禁止離開北京的英國駐華臨時代辦唐納德·霍普森在1968年4月12日首次獲准探望格雷。格雷被中國政府軟禁於北京住所27個月後，在1969年10月4日獲釋，隨即離開北京，經香港返回英國，之後獲頒發一面OBE勳章，他後來撰寫書籍，包括講述自己被拘禁於中國北京的經歷。

## 作品列表
格雷的出版物包括下列各項：

### 小說
長篇小說
- Some Put Their Trust in Chariots (1973)
- Crosswords from Peking (1975)
- The Bulgarian Exclusive (1976)
- The Chinese Assassin (1978)
- Saigon (Grey novel) (1982)[6]
- Peking: A Novel of China's Revolution, 1921-1978 (1988)
- The Bangkok Secret (1990)：基於時任泰国国王拉瑪八世阿南塔玛希敦被神秘暗殺的經歷。
- The Naked Angels (1990)
- A Gallery of Nudes (1992)
- Tokyo Bay (novel) (1996)
- The German Stratagem (1998)

短篇小說
- A Man Alone (1972)
- What is the Universe in? (2003)

### 非小說
- Hostage in Peking (1970)：有關他在中國被扣留的經歷。
- The Prime Minister Was a Spy (1983)
- Hostage in Peking Plus (2008)
- The Hostage Handbook: The Secret Diary of a Two-Year Ordeal in China (2009)

## 外部連結
- "Foreign Correspondents: The Tiny World of Anthony Grey", Time Magazine, 20 December 1968 （页面存档备份，存于）
- Anthony Grey Archive, University of East Anglia （页面存档备份，存于）
- 春秋雜誌【1967火燒英國代辦處】路透社記者格雷筆下的北京噩夢記